# 울리야나 로팟키나

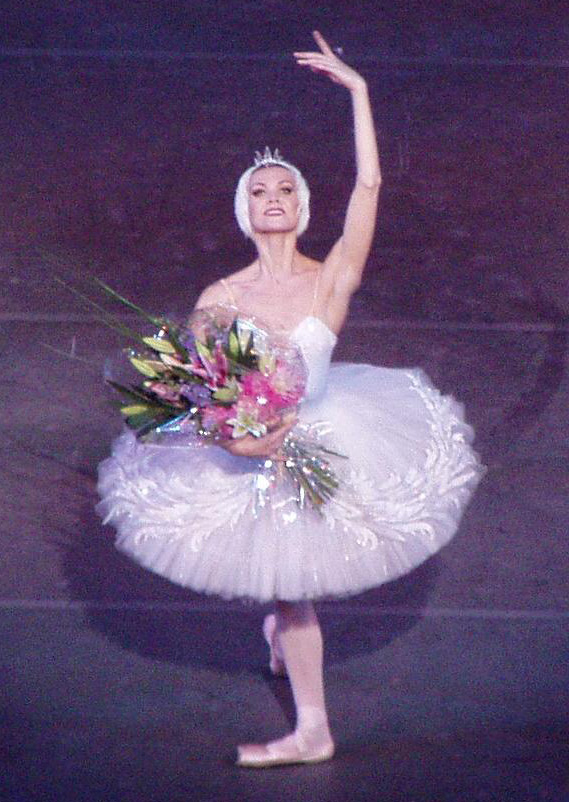
울리야나 로팟키나

울리야나 뱌체슬라보브나 로팟키나(러시아어: Ульяна Вячеславовна Лопаткина , 1973년 10월 23일 - )는 러시아 마린스키 발레단의 수석 무용가이다.